# Spiridoni, Argeș
Spiridoni este un sat în comuna Cotmeana din județul Argeș, Muntenia, România.